# Spaghetti met gehaktballen

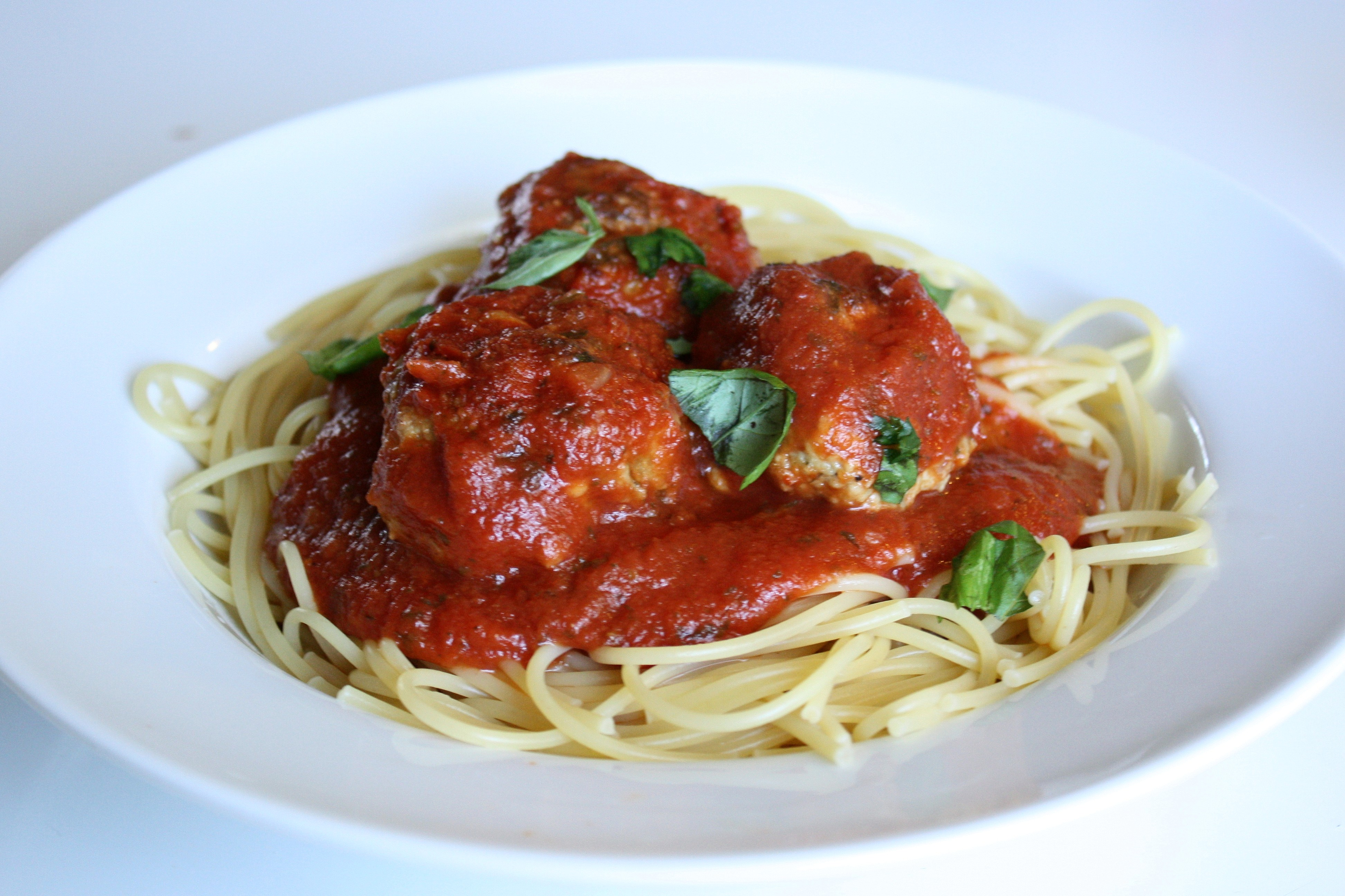
spaghetti met gehaktballen

Spaghetti met gehaktballen is een eenvoudig Italiaans-Amerikaans hoofdgerecht. Dit pastagerecht ontstond in het New York van de 19e eeuw alwaar het geïntroduceerd werd door Zuid-Italiaanse immigranten. Het gerecht bestaat uit spaghetti, gehaktballen en tomatensaus. Het is geïnspireerd op gelijksoortige gerechten uit het zuiden van Italië, o.a. op spaghetti alla chitarra (overigens een voorgerecht) waar zeer kleine gehaktballetjes in gebruikt worden. In de Verenigde Staten was meer vlees voor handen waardoor grotere ballen gebruikt werden.
Het werd een populair gerecht onder Italiaanse immigranten in New York. In 1888 publiceerde Juliet Corson uit New York een recept voor pasta met gehaktballetjes en tomatensaus. In 1909 verscheen een recept met de naam Beef Balls with Spaghetti in de dertiende editie van het kookboek American Cookery. In de jaren twintig publiceerde de National Pasta Association een zelfde soort recept. In 1931 bracht Venice Maid in New Jersey ingeblikte spaghetti met gehaktballen en tomatensaus op de markt.